# Беријев МБР-5
Беријев МБР-5 (рус. Беријев МБР-5) је совјетски хидроавион који је пројектовала и израдила компанија ОКБ Бериев (ТАНТК Бериев). Пројектован је као извиђачки авион кратког долета са 3 члана посаде. Први пут је полетео 1935. године а производен је у једном примерку као прототип.

## Пројектовање и развој
Пројект Хидроавиона амфибије Беријев МБР-5 водио је инжењер Петар Димитријевић Самсонов из конструкционог бироа ОКБ Берлијев. Рад на пројекту је почео децембра месеца 1933. године а прототип је први пут полетео 3. октобра 1935. године.
Хидроавион Беријев МБР-5, поморски извиђач кратког домета имао је конфигурацију сличну Беријевом МБР-2, али је био напреднијег дизајна. Конзолни моноплан летећи чамац са претежно дрвеним конзолним крилом имао је допадљиву аеродинамичку линију. Радијални клипни мотор Wright R-1820 Cyclone био је постављен на подупираче изнад крила погоњен вучном елисом. На самом прамцу била је кабина навигатора-стрелца, испред крила кабина пилота а иза крила кабина механичара-стрелца. Све три кабине су имале стаклене настрешнице (поклопце) који су штитиле посаду од временских утицаја.

## Технички опис
МБР-5 је морнарички извиђачки авион кратког домета превсходно дрвене конструкције. То је једномоторни висококрилни моноплан са конзолним крилом, трупом у облику двостепеног чамца (каскадним дном) и увлачећим стајним трапом.Технички опис направљен на основу извора
Труп хидроавиона Беријев МБР-5, то јест чамац са двостепеним дном има запремину . Уздужна и попречна структура (кобилица, рамови и ребра) чамца су направљени од јасенових четвртки. Попречна гарнитура се састоји од стандардног и три ојачана оквира, који су постављени на месту причвршћивања крила. За прва два ојачана оквира причвршћен је стајни трап. Облога чамца је од брезове шперплоче дебљине 3 mm, задебљања до 5 mm су дуж ивица и дна чамца. Шперплоча је премазана водоотпорним лаком. Труп је опремљен свим потребним елементима неопходним за везивање авиона за пристан или сидрење.
Погонска група се састоји од погонског мотора Wright R-1820 Cyclone, радијални мотор са 9 цилиндара ваздухом хлађен, снаге 525 kW (713 KS) и вучне двокраке Хамилтон Стандард металне елисе променљивог корака пречника 3 m. Мотор је постављен на носаче (балдахин) изнад средишњег дела. Мотор је имао НАЦА хаубу са прстенастим хладњаком за уље. Вучни пропелер је пружао најбоље услове за хлађење мотора. Гориво је смештено у два главна резервоара каја се налазе у средишњем делу трупа авиона. Мотор се стартује компримованим ваздухом из резервоара компримованог ваздуха или из компресора директно.
Крило се састоји се од три дела: средишњи део је саставни део трупа (центроплан) и два одвојива конзолна дела. Централни део је од пуног дрвета. Конструкција се састоји од рамењача, ребара и облоге. Одвојиви делови крила су мешовите конструкције од дрвета и дуралуминијума. Типична крилна решеткаста ребра су израђена од дуралуминских U-профила док су ојачана ребра направљена од цеви. Облик крила је трапезаст са елипсастим завршетцима. Крила су у корену обложена алуминијумским лимом а остали део импрегнираним ланеним платном. На крилу су постављени дводелни елерони и конвенционални закрилци са прорезима за смањење брзине слетања. Покретни елементи крила су исте конструкције као и крило. Подкрилни неувлачиви дрвени пловци су причвршћени на крилне конзоле. Они су постављени негде на половини дужине крила. Носећа конструкција пловка је направљена од јасеновог дрвета са облогом од дрвеног фурнира.
Вертикални реп се састоји од кобилице и ребара и саставни су део трупа (чамца), и кормила. Хоризонтални стабилизатори су учвршћени за вертикални, негде око половине висине, са могућношћу промене угла у току лета. Додатно укрућење хоризонталних стабилизатора је извршено помоћу металних упорница у облику латиничног слова V. Кормила дубине и кормило правца су направљени од дуралумина обложени ал-лимом и опремљени су тримерима.
Стајни трап се састоји од два главна точка 900к200 mm и репног клизача (дрљаче). Пнеуматско пригушивање (амортизација) се налази унутар вертикалног ослонца. Точкови у лету се увлаче у удубљења у трупу чамца посебним пужним подизачем, који је  повезан и са подизањем или ослобађањем репног клизача. Точкови у ослобођеном положају су фиксирани помоћу опружних брава. Забрављивање испуштеног стајног трапа сигнализира се светлом у кокпиту.

## Наоружање
Авион је био наоружан са: два митраљеза ДА калибра 7,62 mm, један покретни на прамцу а други покретан на горњој страни трупа иза пилотског кокпита. Авион је могао да понесе 4 х 50 kg бомби на 4 подвесних носача, по 2 испод сваког крила.
| Наоружање авиона: Беријев МБР-5 |             |
| Ватрено (стрељачко) наоружање   |             |
| Топ                             |             |
| Митраљез                        |             |
| Број и ознака митраљеза         | 2 х ДА 7,62 |
| Калибар                         | 7,62        |
| Бомбардерско наоружање (бомбе)  |             |
| Класичне авио бомбе             | 4 х ФАБ-50  |
| Укупна маса                     | 200         |
| Број тачака за подвешавање      | 4           |
| Ракетно наоружање (ракете)      |             |

## Верзије
Хидроавион Беријев МБР-5 је произведен у једном примерку као прототип.

## Оперативно коришћење
Овај хидроавион-амфибија је тестиран и усавршаван од 1935 до 1937. године, одликовао се високим летним карактеристикама. У међувремену је дошло до оперативног коришћења авиона Беријев МБР-2 као обалског извиђача кратког долета и развоја КОР-1 као војног извиђачког хидроавиона намењен за катапултирање са бојних бродова, тако да је Беријев МБР-5 постао сувишан. Без обзира на то, овај авион је био још један важан корак у серији руских хидроавиона-амфибија.

## Земље које су користиле авион
- СССР